# Xyris baldwiniana
Xyris baldwiniana är en gräsväxtart som beskrevs av Schult.. Xyris baldwiniana ingår i släktet Xyris och familjen Xyridaceae. Inga underarter finns listade i Catalogue of Life.